# Bipasha Basu
Bipasha Basu, (Bengali: বিপাশা বসু, Hindi: बिपाषा बासु) (Deli, Índia, 7 de Janeiro de 1979) é uma atriz indiana. Basu é a segunda de três irmãs, chamando-se a mais velha - Bidisha, e a mais nova - Vijayeta. De acordo com a própria, os seus planos eram estudar medicina, mas a sua aversão por dissecações fê-la optar por contabilidade. Em 1996, ela conheceu Mehr Jesia em Calcutá, que lhe sugeriu participar no concurso Supermodelo Godrej Cinthol. Basu participou e ganhou.
No seu primeiro filme, que lhe garantiu o prémio Filmfare para Melhor Actriz Estreante, ela fez o papel de uma mulher casada que seduzia um amigo casado do marido.